# Захватывающее время
«Захва́тывающее вре́мя» (англ. The Spectacular Now) — мелодрама 2013 года режиссёра Джеймса Понсольдта. В главных ролях Майлз Теллер и Шейлин Вудли. Премьера фильма состоялась 18 января на кинофестивале «Сандэнс 2013».

## Сюжет
Старшеклассник Саттер Кили (Майлз Теллер) живёт настоящим моментом и не строит планов на будущее. Саттер время от времени пьёт, страдая алкоголизмом. Он посещает вечеринки, на которых становится заводилой. Затем Саттера бросает девушка. До беспамятства напившегося на вечеринке из-за случившегося, Саттера находит на улице девушка Эйми (Шейлин Вудли). Несмотря на то, что Эйми, в отличие от Саттера, планирует своё будущее, они сближаются.

## В ролях
| Актёр                 | Роль                           |
| --------------------- | ------------------------------ |
| Майлз Теллер          | Саттер Кили                    |
| Шейлин Вудли          | Эйми Финеки                    |
| Бри Ларсон            | Кэссиди бывшая девушка Саттера |
| Масам Холден          | Рики                           |
| Дайо Окенаи           | Маркус парень Кэссиди          |
| Кайл Чендлер          | Томми Кили                     |
| Дженнифер Джейсон Ли  | Сара Кили                      |
| Боб Оденкёрк          | Дэн босс Саттера               |
| Мэри Элизабет Уинстэд | Холли Кили                     |
| Ниччи Фэйрс           | Тара                           |
| Ава Лондон            | Бетани                         |
| Уитни Гойн            | миссис Финеки (мать Эйми)      |
| Андре Ройо            | мистер Астер                   |
| Кейтлин Девер         | Кристал                        |
| Гэри Уикс             | Джо                            |

## Награды
| Награда                             | Дата церемонии | Категория                          | Номинант(ы)                       | Результат |
| ----------------------------------- | -------------- | ---------------------------------- | --------------------------------- | --------- |
| «Независимый дух»                   | 1 марта 2014   | Лучший сценарий                    | Скотт Нойстадтер и Майкл Х. Вебер | Номинация |
| «Независимый дух»                   | 1 марта 2014   | Лучшая женская роль                | Шейлин Вудли                      | Номинация |
| Национальный совет кинокритиков США | 4 декабря 2013 | Независимый фильм                  | «Захватывающее время»             | Победа    |
| Сандэнс                             | 16 января 2013 | Специальная награда жюри           | Майлз Теллер и Шейлин Вудли       | Победа    |
| Сандэнс                             | 16 января 2013 | Гран-при жюри: Драматический фильм | Джеймс Понсольдт                  | Номинация |